# Ex stabilimento Birra Peroni
L'ex stabilimento Birra Peroni è stato un complesso industriale di Roma, situato tra piazza Alessandria, via Mantova, via Nizza, via Cagliari, via Reggio Emilia e via Alessandria, nel quartiere Salario.

## Storia
La Ditta Francesco Peroni, nata a Vigevano nel 1846, avviò nel 1864 una seconda fabbrica di birra a Roma, futura Capitale d'Italia. A seguito della fusione della Ditta Francesco Peroni con la Società Romana per la fabbricazione del ghiaccio e della neve artificiale, avvenuta nel 1901, la sede societaria fu trasferita nei pressi di Porta Pia.
I tre corpi di fabbrica vennero costruiti negli anni che vanno dal 1902 al 1922, su progetti degli architetti Gustavo Giovannoni e Alfredo Panopoli.
Durante la resistenza e la liberazione dal nazifascismo, sul finire dell'aprile 1944, si costituisce un nucleo partigiano comunista organizzato della fabbrica della birra Peroni, in via Alessandria. Gli operai della Peroni avevano provveduto a recuperare armi e moschetti. Il comando era nelle mani di Guglielmo (fabbro). Camillo Reggioli, partigiano, era componente del nucleo tecnico del gruppo dei frigoriferi. Giacobbe Marinelli insieme alle maestranze della Peroni organizzò e preparò azioni militari, mentre gli alleati anche se lentamente avanzavano al sud. Quando gli alleati si avvicinarono andarono con tutte le precauzioni a prendere le armi, nella stanza murata della cantina della bottega di Gulielmo il fabbro e anche al Museo dei Bersaglieri di Porta Pia (dove le avevamo accuratamente nascoste) molti imbracciarono moschetti, Edmondo originario del comune di Otricoli gli fu data, una mitragliatrice per la sua maggiore esperienza militare e partigiana. Egli controllava con la mitragliatrice la via XX settembre, mentre gli altri provvedevano ad armarsi.
La fabbrica romana fu dismessa nel 1971 e trasferita nel nuovo stabilimento di via Renato Birolli (via Collatina), nella zona di Tor Sapienza, dove hanno trovato posto anche l'Archivio e il Museo Birra Peroni.
A seguito di una convenzione stipulata con il Comune di Roma nel 1983, i tre lotti del complesso furono destinati a diverse funzionalità: due lotti furono destinati ad uffici, negozi ed abitazioni private, mentre il terzo fu destinato ad ospitare il Museo di arte contemporanea (MACRO).

## Descrizione
L'opificio è composto di tre lotti di edifici:
Lotto A
Nella sua prima configurazione – e fino al 1907 – l'attività produttiva era concentrata nel lotto compreso tra piazza Alessandria, via Mantova e via Bergamo, dove si trovavano gli impianti di fabbricazione della birra, del ghiaccio e le celle frigorifere. Affacciato su piazza Alessandria, uno châlet-birreria di legno in stile Liberty, con giardino esterno, fu costruito nel 1902 per il consumo di birra in loco. Una prima sostanziale modifica allo stabilimento industriale fu apportata nel 1908 con la costruzione del Sudhaus (sala di cottura) in angolo con via Bergamo, progettato da Gustavo Giovannoni e ancora esistente.
Nel 1912 una profonda ristrutturazione dello stabilimento condusse tra l'altro allo smantellamento dello châlet e delle celle frigorifere, alla costruzione di "quartierini operai" nelle vie Brescia, Nizza e Bosi e all'estensione dello stabilimento ai lotti "B" e "C", già di proprietà dell'azienda.
Lotto B
Nel lotto "B", compreso tra le vie Mantova e Alessandria, si costruirono un reparto per il servizio del mercato fuori Roma e una nuova fabbrica di ghiaccio, sempre su progetto di Gustavo Giovannoni, con facciata su via Alessandria.
Lotto C
Nel lotto "C", compreso tra le vie Reggio Emilia, Nizza e Cagliari furono edificate le scuderie e la rimessa dei carri per il servizio cittadino. Era il lotto destinato ai servizi di supporto alla produzione di birra e ghiaccio. Il fronte su via Reggio Emilia fu progettato da Gustavo Giovannoni nel 1912. Il fronte su via Cagliari e quello in angolo con via Nizza furono aggiunti tra il 1920 e il 1922, su progetto dell'architetto Alfredo Palopoli, in concomitanza con la costruzione di una nuova, ed ultima, fabbrica di ghiaccio, i cui impianti furono definitivamente smantellati all'inizio degli anni sessanta.